# Point Barrow
Point Barrow (Nuvuk, Przylądek Barrow) – półwysep na arktycznym wybrzeżu Alaski. Jest to najdalej w kierunku północnym wysunięty punkt Stanów Zjednoczonych (71°23′20″N, 156°28′45″W), położony 15 km na północ od miasta Utqiaġvik, odległy od bieguna północnego o 2078 km. Oddziela położone na zachodzie Morze Czukockie od położonego na wschodzie Morza Beauforta.
Pierwszym Europejczykiem, który dotarł do Point Barrow był w 1825 r. brytyjski geograf Frederick William Beechey. Nazwa przylądka pochodzi od nazwiska Sir Johna Barrowa, polityka i geografa brytyjskiej marynarki. Przylądek był i pozostaje miejscem wypadowym wielu wypraw arktycznych, w tym kilku wypraw naziemnych i lotniczych G. H. Wilkinsa.
Wody wokół półwyspu są wolne od lodu jedynie przez 2-3 miesiące w roku, ale okres ten stopniowo wydłuża się – prawdopodobnie na skutek globalnego ocieplenia klimatu.
15 sierpnia 1935 r. w pobliżu Point Barrow rozbił się samolot z dwoma znanymi wówczas postaciami: pilotem Wileyem Postem oraz publicystą i humorystą Willem Rogersem. W latach 1965–1972 przylądek był miejscem startu rakiet typu Nike Cajun i Nike Apache. Obecnie znajduje się tam stacja meteorologiczna.